# Libřice
Libřice är en ort i Tjeckien. Den ligger i den centrala delen av landet, 110 km öster om huvudstaden Prag. Libřice ligger 256 meter över havet och antalet invånare är 264.
Terrängen runt Libřice är platt. Runt Libřice är det ganska glesbefolkat, med 42 invånare per kvadratkilometer. Närmaste större samhälle är Hradec Králové, 12,8 km sydväst om Libřice. Trakten runt Libřice består till största delen av jordbruksmark.